# Vía Provincial Playas-Puerto del Morro
La Vía Provincial Playas-Puerto El Morro (Guayas-128) es una vía provincial de segundo orden de sentido oeste-este ubicada en la Provincia de Guayas. Esta vía se inicia en la  localidad de General Villamil (Playas) y termina en la localidad de Puerto del Morro en el Golfo de Guayaquil. A medio camino entre General Villamil (Playas) y Puerto del Morro, la vía pasa por la localidad del Morro cerca del famoso Cerro del Muerto.

## Localidades destacables
De oeste a este:
- General Villamil (Playas), Guayas
- El Morro, Guayas
- Cerro del Muerto, Guayas
- Puerto del Morro, Guayas